# Banhado do Colégio
Banhado do Colégio är en sumpmark i Brasilien.   Den ligger i delstaten Rio Grande do Sul, i den södra delen av landet, 1 700 km söder om huvudstaden Brasília.
Omgivningen kring Banhado do Colégio består till största delen av jordbruksmark. Området är mycket glesbefolkat, med 4 invånare per kvadratkilometer.